# 계관시인
계관시인(桂冠詩人, 영어: poet laureate)은 국가나 왕에 의해 공식적으로 임명된 시인 또는 그 칭호를 말한다.

## 어원
고대 그리스 신화에서 월계관은 아폴론 신에게 신성한 것을 상징하였고, 월계수 잎으로 만든 화환은 시인이나 영웅들에게 영광의 상징이었다. 그리하여 이러한 전통이 확산되었고, 시인들이 시를 지으며 우승자가 월계수로 만든 화환을 머리에 썼다는 옛 이야기를 바탕으로 후대에도 그러한 전통이 이어졌다.

## 서구
14 세기초 《에케리니스》를 저술한 알베르티노 무사토(Albertino Mussato, 1261년 ~ 1329년)가 옛 방식을 본받아 계관시인이 되었다. 또한 14세기 이탈리아 시인이자 인문주의자인 페트라르카에게 로마 원로원이 1341년 계관시인의 칭호를 준 것으로 유명하다. 1517년 독일의 인문주의자 울리히 폰 후텐(Ulrich von Hutten)이 신성 로마 제국의 황제 막시밀리안 1세로부터 계관시인의 칭호를 받은 사례도 있다.

## 국가별 계관시인

### 영국의 계관시인
영국에서는 왕실이 계관시인의 칭호를 주고, 왕가의 경조사 때에도 시를 읽게 하였다. 왕실에서 연금을 받은 것을 계관시인의 자격으로 정의하면 벤 존슨이 사실상 최초였으며, 지위가 계승된 것을 기준으로 하면 존 드라이든을 최초로 손꼽기도 한다.

## 참고문서
- 영문학
  - 영국 문학
  - 미국 문학
  - 캐나다 문학
  - 뉴질랜드 문학